# Brănișca
Branisca là một xã thuộc hạt Hunedoara, România. Dân số thời điểm năm 2002 là 1834 người.